# The Battle Rages On
The Battle Rages On är ett musikalbum med det brittiska hårdrocksbandet Deep Purple, utgivet 1993. Det var den sista skivan som Deep Purple gjorde med Ritchie Blackmore på gitarr. Han lämnade självmant gruppen mitt under Europaturnén man hade med samma namn som skivan.
Från början spelades plattan in i Tyskland med Joe Lynn Turner som sångare och textförfattare. Men samarbetet mellan gruppen och Turner skar sig och Turner fick lämna projektet. I stället tillfrågades Ian Gillan återigen och ställde upp. I stort sett alla av plattans låtar var redan färdiginspelade och Gillan omarbetade sedan mycket av det material som Joe Lynn Turner redan skrivit på albumet. 
Gillan redigerade under stor tidspress existerande melodier och texter till de redan inspelade musikbakgrunderna och sjöng in det istället. Blackmore var emot att ta in Gillan i bandet igen, men övertalades av de andra. Men de två båda starka egona Gillan och Blackmore kunde ändå i förlängningen inte dra jämnt, så efter plattan och den påföljande turnén valde Blackmore att hoppa av för gott från Deep Purple.

## Låtlista
1. "The Battle Rages On" - 5:56
2. "Lick It Up" - 4:00
3. "Anya" - 6:32
4. "Talk About Love" - 4:07
5. "Time to Kill" - 5:50
6. "Ramshackle Man" - 5:34
7. "A Twist in the Tale" - 4:17
8. "Nasty Piece of Work" - 4:36
9. "Solitaire" - 4:42
10. "One Man's Meat" - 4:38